# Marc Ottiker
Marc Ottiker (* 3. März 1967 in Zürich) ist ein in Berlin lebender Schweizer Film- und Theaterregisseur, Autor und Liedermacher. Ottiker ist Absolvent der Schauspielakademie Zürich (1984–87) und der Deutschen Film- und Fernsehakademie Berlin (DFFB) (1988–93).

## Filme (Auswahl)
- 1993: Selber schuld (Darsteller)
- 1993: Flüchtig (Drehbuch und Regie, seine Abschlussarbeit an der DFFB; mit u. a. Jean Soubeyran)
- 1994: Fangt schon mal an! (Darsteller)
- 1995: Verhängnis (Darsteller)
- 1995: Nah am Wasser (Drehbuch und Regie)
- 1997: Frost (Darsteller)
- 1998: Allein oder Fröhlich (Comedyshow, Darsteller)
- 1998: Amen (Regie)
- 2000: Liebesfilm (Darsteller)
- 2002: Halbe Miete (Drehbuch und Regie)
- 2006: Schwarze Schafe (Darsteller)
- 2008: Wir haben die Musik – Unterwegs mit Tom Liwa (Drehbuch und Regie)
- 2014: Rembetiko Road (Drehbuch und Regie)[6]
- 2017: Der Bestatter (Drehbuch und Regie)
- 2019: Effigie – Das Gift und die Stadt (Darsteller)
- 2023: Die grosse weite Welt (Kamera, Co-Drehbuch und Regie)

## Schriften (Auswahl)
- 2024: Marc Ottiker: Risikoappetit. Novelle. edition schelf, Berlin 2024, ISBN 978-3-7598-5908-2 (edition-schelf.de).